# Wiesław Wieczorkiewicz

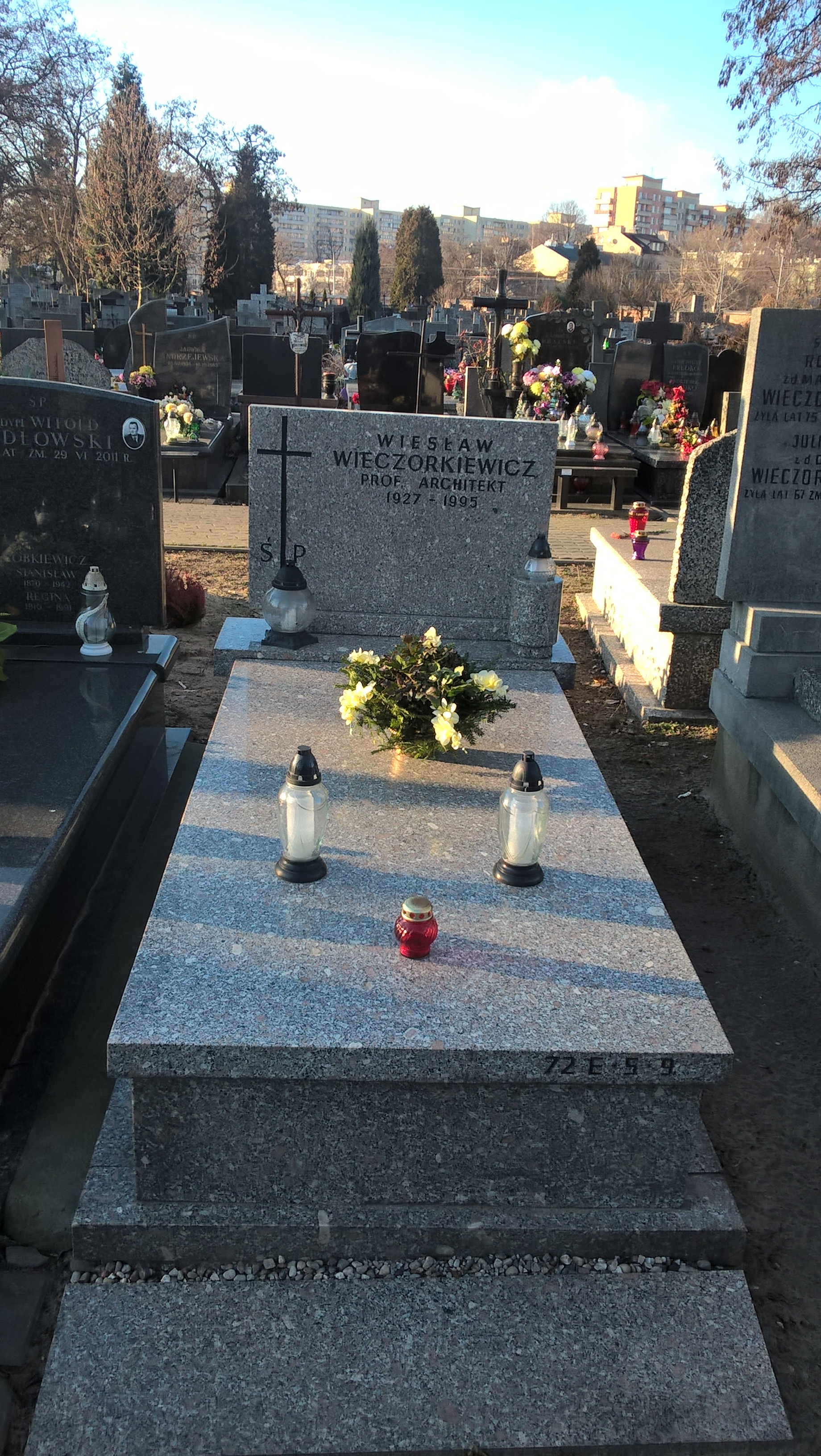
Grób prof. Wiesława Wieczorkiewicza na cmentarzu Bródnowskim (kw. 72E, rząd 5, grób 9)

Wiesław Wojciech Wieczorkiewicz (ur. 4 października 1927 w Warszawie, zm. 24 grudnia 1995 tamże) – polski architekt i urbanista, prof. dr inż. Politechniki Warszawskiej.

## Życiorys
W 1954 ukończył studia na Wydziale Architektury Politechniki Warszawskiej, od 1952 pracował jako projektant w "Miastoprojekcie Stolica Południe". W 1957 otrzymał nominacje na stanowisko Zastępcy Architekta Województwa Warszawskiego i zajmował je do 1973, a następnie awansował na stanowisko Głównego Architekta Województwa Warszawskiego i pełnił tę funkcję przez dwa lata. Od 1974 był docentem kontraktowym na Wydziale Architektury Politechniki Warszawskiej. W 1975 powierzono mu funkcję dyrektora Instytutu Architektury i Planowania Wsi Politechniki Warszawskiej, dwa lata później uzyskał stopień doktora nauk technicznych, a w 1989 profesora nadzwyczajnego. W latach 1978–1986 wykładał również w Studium Podyplomowego Planowania Przestrzennego, Architektury i Planowania Wsi Politechniki Warszawskiej.

## Członkostwo
- Członek PZPR od 1952;
- Członek SARP od 1954 (Zarząd Główny Oddziału Warszawskiego 1971-1974, wiceprezes Oddziału Warszawskiego 1974-1978, przewodniczący Komisji Rewizyjnej Oddziału Warszawskiego 1978-1981);
- Członek Związku Ochotniczych Straży Pożarnych od 1957 (Zarząd Główny 1975-1983, członek Prezydium Zarządu Głównego 1979-83);
- Członek Rady Programowej Wydawnictwa "Arkady" od 1978;
- Członek Komisji Techniki Rolnej PAN od 1983;
- Członek Rady Naukowej Centralnego Biura Projektów Budownictwa Rolnego BISPROL od 1976;
- Członek Rady Naukowej przy Prezydencie m.st. Warszawy od 1987;
- Członek Centralnej Rady Kultury Oświaty i Nauki "Pax" w latach 1985-87.

## Odznaczenia i nagrody
- Nagroda resortowa 1974, 1979. III stopnia 1980;
- Krzyż Oficerski Orderu Odrodzenia Polski;
- Krzyż Kawalerski Orderu Odrodzenia Polski;
- Srebrny Krzyż Zasługi;
- Medal 30-lecia Polski Ludowej;
- Medal 40-lecia Polski Ludowej;
- Złoty, Srebrny i brązowy Medal „Za zasługi dla obronności kraju”;
- Medal Komisji Edukacji Narodowej;
- Złota Odznaka honorowa „Za Zasługi dla Warszawy”.

## Projekty (wybrane)
- Osiedle przy ulicy Stefana Batorego i Wojska Polskiego w Ząbkach;
- Osiedle w Radzyminie;
- Projekt rewaloryzacji rynku w Widawie;
- Projekt 50 zagród dla rolników indywidualnych w województwie warszawskim;
- Autor modelowego programu przebudowy i rekonstrukcji małych miast /1966/, nagrodzony przez Ministra Gospodarki Terenowej i Ochrony Środowiska;
- Inicjator i współautor pierwszego w kraju wojewódzkiego programu ochrony środowiska /1974/;

## Dorobek naukowy
Autor 45 prac i 5 książek z ruralistyki, 5 książek dotyczących zagospodarowania i napraw w mieszkaniach, 4 poradniki dla pracowników budownictwa, ok. 60 publikacji na łamach "Fundamentów", "Domów Spółdzielczych".

### Książki
- Remontuję, naprawiam i przebudowuję mieszkanie /1976/, wersja rosyjska /1990/;
- Urządzenia obsługi ludności i produkcji w gminie /1978/;
- Poradnik dla użytkowników mieszkań /1979/;
- Centrum usługowe ośrodka gminnego /1983/;
- Planowanie przestrzenne i zabudowa wsi: poradnik dla naczelników gmin (współautor: Edward Radziszewski) /1983/;
- Mieszkanie po latach użytkowania /1986/;
- Pierwsze własne mieszkanie /1986/;
- Budynek mieszkalny na wsi /1988/;
- Moja chata /1995/;
- Architektura i planowanie wsi /1996/.